# Prima Linea

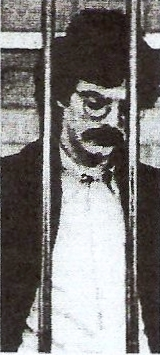
Bruno La Ronga, militant de l'organisation Prima Linea

Prima Linea (français : Première Ligne) est un groupe terroriste italien, issu du service d'ordre de l'organisation d’extrême gauche Lotta Continua et actif pendant les Années de plomb de 1976 à 1981.

## Histoire
Prima Linea est fondé à la fin de l'année 1976 par des dissidents de Lotta Continua et du Comitato Comunista per il Potere Operaio (Sergio Segio, Enrico Galmozzi, Massimo Libardi, Bruno La Ronga). Le Comitato Comunista per il Potere Operaio scissionne après son premier assassinat, les partisans de l'illégalisme participant à la fondation de Prima Linea. Au printemps 1980, le groupe périclite à la suite d'une vague d'arrestations,. En avril 1981, le groupe s'autodissout, ses membres rejoignant les Brigades rouges, les Comunisti Organizzati per la Liberazione Proletaria et les Nuclei Comunisti Combattenti.
Les effectifs de Prima Linea sont estimés à environ 250 militants. Le groupe fera 16 victimes reconnues. Il a revendiqué 101 actions armées. 
Près d'un millier de personnes ont été poursuivies devant les tribunaux italiens pour appartenance à Prima Linea. Le groupe était majoritairement composé de chômeurs et d’étudiants, et comprenait également une bonne part d’ouvriers. 
Prima Linea est considéré comme ayant été par ses effectifs le deuxième groupe armé après les Brigades rouges.  
Plusieurs militants se réfugièrent en France sous couvert de la doctrine Mitterrand.
Au cours de sa première période d'activité, le groupe choisit la plupart de ses victimes dans le cadre des luttes syndicales ou en usine : beaucoup d'actions consistent à blesser des chefs d'ateliers ou et des entrepreneurs. 
Pour se financer, et surtout pour se procurer des armes, Prima Linea va commettre nombre de hold-up et d'actes de brigandage, principalement dans des armureries. Un membre du groupe, Romano Tognini, est d'ailleurs tué lors de l'attaque d'un magasin à Tradate. 

### Actions armées (chronologie partielle)
- Le premier assassinat attribué à Prima Linea est celui d'Enrico Pedenovi, avocat et conseiller provincial du Mouvement Social Italien, commis le 29 avril 1976 à Milan[7]. La victime se rendait à une commémoration du meurtre de Sergio Ramelli, militant du MSI âgé de 17 ans, commis une année plus tôt par des membres de Avanguardia Operaia[8].
- Le 20 juin 1977, à Milan, le directeur de la Sit-Siemens Giuseppe D'Ambrosio est blessé aux jambes[9]. Deux jours plus tard, un groupe attaque au P-38 Giancarlo Niccolai, président de la section de la Démocratie chrétienne de Pistoia. Il a les deux fémurs fracturés[10].
- Le matin du 19 janvier 1979, l'agent de police Giuseppe Lorusso est assassiné devant son immeuble à Turin[11].
- Le 29 janvier 1979, le juge de 36 ans, Emilio Alessandrini, connu pour son intégrité, est assassiné dans sa voiture à un feu rouge à Milan. Prima Linea l'accusait d'être un « espion »[6].
- Le 13 juillet 1979, un groupe de PL attaque la caisse d'épargne de Druento (Turin). Le vigile non armé Bartolomeo Mana, 34 ans, est tué de sang froid[12].
- Le 18 juillet 1979, à Turin, PL assassine Carmine Civitate, 38 ans, père de deux enfants en bas âge, tenancier du bar Dell'Angelo, que l'organisation accuse d'avoir dénoncé à la police deux de ses membres. L'enquête établira que Civitate n'était pour rien dans l'arrestation des deux terroristes[11].

## Culture populaire
En 2009 paraît La prima linea, film de Renato De Maria retraçant l'histoire de Sergio Segio. Le film est une adaptation du livre écrit en prison par Sergio Segio lui-même, Miccia corta. Una storia di Prima linea, même si l'ex-terroriste a pris ses distances avec le film. Sergio Segio, né en 1955, a été le principal dirigeant et « commandant militaire » de Prima Linea, où il était surnommé Comandante Sirio. Arrêté en 1982, il sera libéré en 2004.